# 福成省
福成省是越南共和國時期越南南方一個省份，存在於1959年到1965年間。面積1300平方公里。
根據1959年1月23日越南共和國總統第25-NV號法令，成立福成省。根據1965年7月6日越南共和國總理第131-NV號法令，該省解散。

## 位置
福成省北部與福龍省接壤，東與隆慶省接壤，南與邊和省接壤，西與平陽省和平隆省接壤。面積1300平方公里。

## 行政區劃
福成省下轄3郡：
- 富教郡
- 新淵郡
- 孝廉郡

再加上布納德（Bunard，福龍省）的南部和耶來地區（vùng Tà Lài，隆慶省）。
福成省省會位於福永。有兩個機場，分別位於在省會福永和Da Sa Mạch河附近。

## 居民和經濟
當地居民除了爲數衆多的京人外，還有高地民族的斯丁族、朱鲁族和高棉人、占人。當地宗教包括佛教、天主教、新教、神靈崇拜和祖先崇拜。
水稻是主要糧食作物，然後是其他次要糧食作物如木薯、各種薯和豆類。種植的經濟作物有橡膠、咖啡。

## 歷史
1961年9月越南南方民族解放陣線占領福成省省會，打死省長阮文門。

## 省長
- 阮文門
- 胡忠厚：1961年9月-1963年1月
- 杜文演[4]